# Bernina Express
Bernina Express je vlak, ki povezuje Chur (ali Davos) v Švici s Poschiavom v Švici in Tiranom v Italiji s prečkanjem švicarskih Engadinskih Alp. Večino potovanja vlak vozi tudi vzdolž območja svetovne dediščine, znanega kot Retijska železnica, v pokrajinah Albula/Bernina.
Vlak upravlja podjetje Rhätische Bahn za namene ogledov. Gre za izboljšano regionalno storitev med Tiranom in Churom ali Davosom: panoramski vagoni s povečanimi okni in večjezičnim (angleški, italijanski in nemški) avdiovodnikom na krovu. To ni ekspres v smislu hitrega vlaka; potniki morajo rezervirati sedež neposredno ob nakupu vozovnice Bernina Express ali plačati majhen dodatek k vozovnici za regionalni vlak. Bernina Express je priljubljen med turisti in se v Tiranu povezuje s storitvijo Post Bus preko jezera Como v Italiji do Lugana v Švici.
Albulska železnica in Albulska železnica na progi Bernina Express sta bili leta 2008 skupaj razglašeni za območje svetovne dediščine. Potovanje z Bernina Express skozi to območje svetovne dediščine je štiriurno potovanje z železnico čez 196 mostov, skozi 55 predorov in čez Prelaz Bernina na 2253 metrih nadmorske višine. Celotna proga ima tirno širino 1000 mm in je elektrificirana.
Albulska železnica je bila zgrajena med letoma 1898 in 1904; od njene otvoritve jo upravlja Retijska železnica. Berninska železnica je bila zgrajena med letoma 1908 in 1910 in je delovala neodvisno do leta 1940, ko jo je prevzela Retijska železnica. Bernina Express uporablja naklone 7 % za premagovanje višinske razlike približno 1800 metrov od vrha pri Ospizio Bernina do Tiranoja.

## Zgodovina
Po uspehu avtobusne povezave od Chura do Tiranoja, vzpostavljene leta 1969, je Retijska železnica leta 1973 uvedla Bernina Express kot ločen vlak. V prvih nekaj letih je menjava lokomotiv, ki je bila nujna zaradi sistemske spremembe med glavnim omrežjem in železnico Bernina, potekala v Samedanu, kjer so bili istočasno ločeni vsi vagoni, ki so bili prepeljani v St. Moritz. V Samedanu sta dve lokomotivi Gem 4/4 z dvojnim pogonom prevzeli vodenje vlaka in sprva vozili pod glavno verižno mrežo v dizelskem obratovanju. Ker je lokomotive z dvojnim pogonom mogoče preklopiti le, ko so v mirovanju in je bila točka ločitve sistema le na južnem koncu postaje Pontresina, je bilo treba dizelsko obratovanje nadaljevati do naslednjega načrtovanega postanka v Surovasu. Od leta 1975 tudi Bernina Express vozi južno od Pontresine kot hitri vlak, zato je bilo treba dizelsko vožnjo ohraniti do Bernine Diavolezza. Ob prenovi postaje Pontresina leta 1981 je bil 3. tir opremljen z reverzibilno kretnico, tako da je od leta 1982 tam potekala menjava lokomotiv in uporaba dvojnih lokomotiv ni bila več potrebna.
Povečano povpraševanje je spodbudilo Retijsko železnico, da je leta 1985 pognala drugi vlakovni par med Churom in Tiranom pod imenom Bernina Express, čemur je leta 1993 sledila hitra povezava med St. Moritzom in Tiranom. Namesto drugega para vlakov je med Churom in Tiranom pozimi vozil prehodni vagon. Ponudbo je leta 1995 dopolnila direktna povezava med Landquartom in Davosom ter Tirano, ki je sprva delovala kot Heidiland-Bernina Express, od leta 1999 do 2005 pa kot Heidi Express. Ta vlak (od leta 2005 omejen na progo Davos–Tirano) se od leta 2006 tudi imenuje  Bernina Express. Končno je bil leta 2007 uveden Trenino rosso od Tirana do St. Moritza in nazaj v popoldanskih urah, da bi potnikom iz severne Italije omogočil enodnevni izlet s panoramskim vagonom po Berninski železnici. Od leta 2008 se tudi ta par vlakov imenuje Bernina Express. Za panoramske vagone je potrebno doplačilo, vagone pa lahko uporabljate brez doplačila.
V Tirano lahko naprej potujete z vlaki Trenord v smeri Sondrio, Lecco in Milano ali od leta 1994 z direktno avtobusno linijo do Lugana.

## Itinerarij

### Linija Albula
Vlak zapusti mesto Chur (585 m) v Graubündnu in sledi toku Rena do Bonaduza (655 m). Od tam vstopi v dolino Domleschg in sledi Zadnjemu Renu od Rhäzünsa (658 m) do Thenisa (697 m). Vlak nadaljuje proti Tiefencastlu (851 m) po Albuli in nato prečka viadukt Landwasser, preden prispe v Filisur (1032 m). Kmalu za Filisurjem vlak pelje mimo prvega spiralnega tunela in nadaljuje do Bergüna/Bravuogna. Med Bergünom/Bravuognom (1373 m) in Predo (1789 m), na koncu doline, mora vlak doseči višinsko razliko približno 400 metrov z vodoravno razdaljo 5 km brez uporabe zobate letve, vendar s številnimi spiralami. Nato vlak vstopi v Albulski predor na 1815 m pod prelazom Albula. Izhaja v dolini Bever, kjer doseže Bever (1708 m) na ravnini Engadin. Vlak nadaljuje proti Samedanu (1721 m) in prispe na postajo Pontresina (1774 m) v Val Bernina (Dolina Bernina).

### Linija Bernina
Vlak zapusti Pontresino in se postopoma vzpenja skozi dolino do prelaza Bernina čez postajo Morteratsch (1896 m), kjer se vidita ledenik in najvišji vrh Vzhodnih Alp Piz Bernina (4093 m). Pred prihodom na prelaz Bernina se vlak ustavi pri Bernina Diavolezza (2093 m) za povezavo z žičnico do Diavolezze (2921 m). Bernina Express doseže vrh na postaji Ospizio Bernina na 2253 metrih nad jezerom Lago Bianco.
Alp Grüm (2091 m) je prva postaja južno od Alp, ki je nad jezerom Lago Palü in tik pod Piz Palü (3900+ m) in njegovim ledenikom. Po številnih ovinkih vlak doseže Cavaglio (1693 m) nad Val Poschiavo, nato švicarsko italijansko govoreče mesto Poschiavo (1014 m). Vlak nato sledi toku Poschiavina in se ustavi v Le Prese (964 m) in Miralago (965 m), oba na obali jezera Poschiavo. Za Miralagom nadaljuje spust proti Brusiju (780 m), kjer prečka spiralni viadukt Brusio. Kmalu za italijansko mejo pri Campocolognu (553 m) konča Bernina Express svojo pot na postaji Tirano (430 m).

### Poti
Poleti je Bernina Express sestavljen iz posebnega ločenega vlaka, ki vozi od Chura do Pontresine z zelo malo postanki. V Pontresini zamenjajo lokomotivo (zaradi drugačnega električnega toka proge Bernina) in vlak nadaljuje z nekaj postanki v Tirano.
Jeseni, pozimi in spomladi Bernina Express sestavlja več vagonov, ki so povezani z regionalnimi službami. Od Chura do Samedana so del vlaka RegioExpress Chur – St. Moritz; od Samedana do Pontresine so del Regio vlaka Scuol-Tarasp – Pontresina; od Pontresine do Tiranoja, so del vlaka Regio od St. Moritza do Tirana. Vsak od teh vlakov Bernina Express vključuje določene vagone za potnike z vozovnicami samo za regionalne vlake.